# Martin Ritt
Martin Ritt (Nueva York, 2 de marzo de 1914-Santa Mónica, California, 8 de diciembre de 1990) fue un director, actor y guionista estadounidense que trabajó en cine y teatro.

## Primeros años
Neoyorquino de nacimiento, Ritt se decantó en sus primeros años por el fútbol americano, jugando en el Elon College de Carolina del Norte. Pero en medio de la Gran Depresión, se inclinó hacia formas de expresión más artísticas y que reflejaran mejor la desigualdad en la sociedad estadounidense. Después de dejar la St. John's University, encontró trabajo en un grupo teatral antes de empezar a actuar. 
Su primer papel fue el de Crown en Porgy y Bess. También trabajó para la administración de Franklin D. Roosevelt como guionista del Proyecto de Teatro Federal, un sistema federal de subvención teatral. En la década de 1930, al igual que muchos directores y guionistas de la época, simpatizó con el Partido Comunista de los Estados Unidos, aunque siempre se mostró crítico con las líneas básicas del partido. Posteriormente aclaró que nunca militó en el partido.

## Televisión y la lista negra
Después de trabajar en el Works Progress Administration y de dirigir e interpretar centenares de obras en Broadway, pasaría a dirigir en televisión en la década de 1950. Desde 1952, estuvo actuando y dirigiendo telefilmes y programas hasta que la caza de brujas entró de lleno en el mundo del cine estadounidense. 
Aunque no fue directamente nombrado por el Comité de Actividades Antiamericanas, fue mencionado en el Boletín informativo de un grupo anticomunista llamado Contraataque, publicado por American Business Consultants. El grupo, compuesto por tres exagentes del FBI, alegó que Ritt había ayudado al aparato de afiliación del Partido comunista en Nueva York y que había donado dinero para China en 1951. Estos hechos fueron suficientes para sentenciarlo directamente, por lo que el director tuvo que abandonar la televisión y dedicarse al teatro durante los siguientes cinco años.

## Carrera en Hollywood
A partir de 1956, cuando la caza de brujas cedió en intensidad, Ritt se lanzó a la dirección cinematográfica. Su debut en la gran pantalla sería Donde la ciudad termina, donde pone de manifiesto sus denuncias acumuladas durante estos años. Allí expone la corrupción, el racismo, la opresión gubernamental. 
Después de este filme, dirigiría 25 más. Entre sus títulos, cabe citar El largo y cálido verano (1958), El espía que surgió del frío (1965), Sounder (1971), El romance de Murphy (1984), La loca (1987) y Cartas a Iris (1990). 
Martin Ritt murió a los 76 años en Santa Mónica (California) el 8 de diciembre de 1990.

## Filmografía
- Donde la ciudad termina (1956) (Edge of the City)
- Más fuerte que la vida (1957) (No Down Payment)
- Orquídea negra (1958) (The Black Orchid)
- El largo y cálido verano (1958) (The Long, Hot Summer)
- El ruido y la furia (1959) (The Sound and the Fury)
- Cinco mujeres marcadas (1960) (5 Branded Women)
- Un día volveré (1961) (Paris Blues)
- Cuando se tienen veinte años (1962) (Hemingway’s Adventures of a Young Man)
- Hud el más salvaje entre mil (1963) (Hud)
- Cuatro confesiones (1964) (The Outrage)
- El espía que surgió del frío (1965) (The Spy Who Came In from the Cold)
- Un hombre (1967) (Hombre)
- Mafia (1968) (The Brotherhood)
- Odio en las entrañas (1970) (The Molly Maguires)
- La gran esperanza blanca (1970) (The Great White Hope)
- Sounder (1972)
- Risas y lágrimas (1972) (Pete 'n' Tillie)
- Conrack (1974)
- El testaferro / La tapadera (1976) (The Front )[1]
- La sombra de un campeón (1978) (Casey’s Shadow)
- Norma Rae (1979)
- Dos hacia California (1982) (Back Roads)
- Los mejores años de mi vida (1983) (Cross Creek)
- El romance de Murphy (1985) (Murphy’s Romance)
- Loca (1987) (Nuts)
- Cartas a Iris (1989) (Stanley & Iris)

## Premios y distinciones
Premios Óscar
| Año  | Categoría       | Película | Resultado |
| ---- | --------------- | -------- | --------- |
| 1964 | Mejor dirección | Hud      | Nominado  |

Festival Internacional de Cine de Venecia
| Año  | Categoría   | Película               | Resultado |
| ---- | ----------- | ---------------------- | --------- |
| 1962 | Premio OCIC | Escándalo en las aulas | Ganador   |
| 1963 | Premio OCIC | Hud                    | Ganador   |